# 19738 Келінджер
19738 Келінджер (19738 Calinger) — астероїд головного поясу, відкритий 4 січня 2000 року.
Тіссеранів параметр щодо Юпітера — 3,570.